# Tarzan's Three Challenges
Tarzan's Three Challenges (bra: Os Três Desafios de Tarzan) é um filme britano-americano de 1963, do gênero aventura, dirigido por Robert Day e estrelado por Jock Mahoney e Woody Strode (em papel duplo).

## Sinopse
Tarzan deve proteger Kashi, futuro líder espiritual de um país do Oriente. Kashi está sendo ameaçado por Khan, cruel irmão do atual líder, que está às portas da morte. O Homem Macaco e Khan enfrentam-se em três testes de força. No último deles, um duelo com espadas é travado numa rede sobre caldeirões de óleo fervente.

## Elenco
| Ator/Atriz         | Personagem             |
| ------------------ | ---------------------- |
| Jock Mahoney       | Tarzan                 |
| Woody Strode       | Khan / Líder moribundo |
| Ricky Der          | Kashi                  |
| Tsu Kobayashi      | Cho San                |
| Earl Cameron       | Mang                   |
| Anthony Chinn      | Tor                    |
| Jimmy Jamal        | Hani                   |
| Robert Hu          | Nari                   |
| Christopher Carlos | Sechung                |

## Produção
Satisfeito com os resultados de Tarzan Goes to India, o produtor Sy Weintraub decidiu repetir a fórmula: locações em um país exótico, agora a Tailândia, um novo garoto, o líder espiritual Kashi, interpretado por Ricky Der --, e até um substituto para a Chita, um bebê elefante chamado Hungry. Justificando o nome, Hungry (isto é, Faminto) acabou por comer boa parte de celuloide já com cenas gravadas!
As filmagens foram realizadas nos arredores de Bangkok e nas selvas de Chieng-Mai, a dezoito quilômetros da fronteira chinesa. Um santuário, o Templo de Buda Caminhando, foi fotografado pela primeira vez no cinema. Em outro templo, em Watsaunddock, a equipe trabalhou junto a uma estátua de ouro de doze metros de altura e quinhentos anos de idade, retratando Buda cercado por outros doze budas menores, esculpidos à mão. Tudo isso e mais elefantes coroados de joias, imagens de antigas e misteriosas cidades tailandesas e a "dança das velas" executada por mil moças daquele país fizeram deste, provavelmente, o filme mais bonito do herói.
Durante as filmagens, Mahoney foi vítima de disenteria e dengue, o que levou a uma pneumonia. Apesar de ter perdido mais de vinte quilos e estar visivelmente cansado e enfraquecido, ele terminou de rodar suas cenas. Em seguida, ficou de repouso durante um ano e meio, até sua completa recuperação.

## Recepção crítica
Após a estreia em junho de 1963, o Motion Picture Herald disse que "embora Mahoney pareça menos pesado que os Tarzans anteriores, ele é suficientemente ativo, forte e bem apessoado para nos deixar satisfeitos... o diretor Robert Day foi bem sucedido em criar uma história imaginativa e excitante, adequada especialmente para o público jovem". O crítico Maurice B. Gardner foi mais direto. Segundo ele, "este é um dos mais belos filmes nestes quarenta e cinco anos de Tarzan no cinema... Se você tem pulado os outros, não faça o mesmo com este".